# Hagnagora ignipennis
Hagnagora ignipennis es una especie de polilla de la familia de las geométridas. Ha sido encontrada en Colombia.

## Taxonomía
La especie fue provisionalmente excluida del género Hagnagora. El diseño del ala y particularmente su forma divergen fuertemente de las especies en este género.